# Лукин, Руслан Юрьевич
Руслан Юрьевич Лукин (21 ноября 1971, Баку, Азербайджанская ССР, СССР) — советский, азербайджанский, белорусский футболист, нападающий; тренер. Мастер спорта СССР.

## Биография
Воспитанник СДЮШОР «Нефтчи» Баку, первые тренеры Юрий Лукин и Анатолий Грязев.
С 1985 года — в составе «Нефтчи». В 1988—1989 годах играл в фарм-клубе во второй лиге, в 1989 был в составе московского «Локомотива».
В 1990 году сыграл 10 матчей в высшей лиге в составе минского «Динамо», в 1991 году вернулся в «Нефтчи».
В первом чемпионате Белоруссии 1992/93 играл за «Динамо» Минск и фарм-клуб «Беларусь». В 1993—1996 выступал за «Молодечно», в 1994 был в составе израильского «Хапоэль» Беэр-Шева.
В 1997—1998 годах сыграл 9 игр, забил три мяча в высшей лиге за «Шахтёр» Солигорск. В 2000 в первой лиге выступал за «Молодечно-2000», затем перешёл в любительскую команду из Молодечненского района «Забудова-2007» Чисть, в 2001—2002 годах был главным тренером команды, в 2002 году сыграл три игры, забил один гол.
В 2003—2007 — главный тренер «Молодечно-2000», в 2006—2007 годах сыграл зв клуб во второй лиге три игры. В 2008—2009 — главный тренер российского ФК «Королёв» Московская область, в 2010 — руководитель молодёжного футбола ФК «Верас», в 2011 — тренер юношеских команд клуба «Городея», в 2012—2015 — тренер-руководитель молодежного футбола ФК «Городея».
В 2016 году был помощником главного тренера, руководителем молодёжной программы белорусского клуба «Крумкачи».
В 1985—1991 годах играл в составе юношеской, юниорской и молодежной сборных СССР (1985—1991), победитель юношеского чемпионата Европы 1990. В 1993—1994 провёл три матча, забил два гола за сборную Азербайджана.
В 1992 году окончил Бакинский институт физкультуры, специальность — тренер-преподаватель. Обладатель тренерской лицензии УЕФА Pro.